# Dichaetomyia fuscitibia
Dichaetomyia fuscitibia är en tvåvingeart som först beskrevs av Stein 1906.  Dichaetomyia fuscitibia ingår i släktet Dichaetomyia och familjen husflugor. Inga underarter finns listade i Catalogue of Life.